# This is Love (álbum de Innocence)
This Is Love es el tercer álbum de estudio de la cantante Innocence. Un álbum que salió a la venta el 21 de mayo de 2013, con el primer sencillo «Haudini Girl» que fue un sonido mucho más dance y electrónico igual que todo el álbum.

## Canciones
1. This Is Love
2. Haudini Girl
3. Jeopardy
4. Back With You Tonight
5. Framed
6. Guilty
7. Silhouette
8. In The Light
9. Kisses Like Soft Rain
10. U So Mean Nothing 2 Me

- Datos: Q30919128